# Henry Fadipe
Henry Fadipe (ur. 4 września 1991 w Lagos) – nigeryjsko-irlandzki zawodnik mieszanych sztuk walki. Były mistrz południowoafrykańskiej federacji EFC w wadze półśredniej. Aktualny zawodnik polskiej organizacji KSW. Autor pierwszego poddania peruwiańskim krawatem w historii KSW. 

## Życiorys
Urodził się w Lagos w Nigerii, jednak w 2002 roku przeprowadził się wraz z rodziną do Irlandii w Dublinie. W nowej miejscowości Henry i jego starszy brat byli pierwszymi czarnoskórymi ludźmi, którzy zaczęli uczęszczać do szkoły średniej. Henry wówczas dopiero był na pierwszym roku, zaś jego brat był już w piątej klasie. W szkole Henry był często prześladowany i atakowany przez rówieśników, za to, że był inny. Jak sam wspominał były chwile, kiedy dyrektor musiał go podrzucać do domu po szkole, ponieważ przy bramie szkoły czekali na niego nieznajomi mężczyźni (koledzy uczniów), żeby ponownie go zaatakować. Wiele razy był również atakowany poza szkołą. Pewnego razu kiedy wracał z kina po ok. 16 godzinie został ponownie zaatakowany przez grupę mężczyzn. Napastnicy uderzyli Henry'ego kijem do hurlingu oraz został rzucony dużym kamieniem, w związku z czym złamał rękę. Po tych wszystkich zdarzeniach Fadipe zdecydował się na samoobronę, zapisując się na boks oraz karate. Studiował inżynierię elektromechaniczną w IT Tallaght i tam odkrył mieszane sztuki walki w wieku 17 lat.

## Kariera MMA

### Kariera amatorska, walki w Irlandii i EFC
Fadipe przed zawodową karierą stoczył 5 amatorskich walk w MMA, które wygrał przez nokaut.
W wieku 18 lat przeszedł na zawodowstwo, a debiut odnotował 28 listopada 2010 na gali Battlezone Fighting Championships 1. Wygrał walkę przez techniczny nokaut z Dominikiem Oryszcakiem już w pierwszej rundzie.
Następne walki toczył również na terenie Irlandii, aż do 2013 roku, w którym to podpisał kontrakt z dużą organizacją Extreme Fighting Championship w Południowej Afryce, gdzie reprezentował Irlandię i rok później zdobył pas mistrzowski w wadze półśredniej (po pokonaniu Dino Bagattina na EFC 29). Tytuł mistrzowski stracił 7 sierpnia 2014 na rzecz Adama Speechlya podczas gali EFC 32. Po tej porażce nie toczył kolejnych walk przez okres ponad 2 lat.
Ostatnią walkę dla południowoafrykańskiej federacji stoczył 15 października 2016 na wydarzeniu EFC 54, gdzie zwyciężył z Bruno Mukulu przez jego dyskwalifikację w trzeciej rundzie (za unikanie walki).

### BAMMA i Clan Wars
Następnie 7 lipca 2017 jednorazowo zawalczył dla brytyjskiej promocji BAMMA. Fadipe przegrał przez nokaut (cios młotkowy w parterze) z Rumunem, Ionem Pascu w pierwszej odsłonie podczas gali BAMMA 30. Herculeez po tej przegranej ponownie zrobił sobie dłuższą przerwę od startów.
Powrócił 8 sierpnia 2021 podczas gali Clan Wars 41 w Belfaście. Wygrał z reprezentantem Irlandii Północnej, Alim Macleanem przez TKO w drugiej rundzie.

### MMA Attack, Cage Legacy i KSW
6 września 2022 powracająca po latach polska federacja MMA Attack, ogłosiła w mediach społecznościowych zestawienie Henry'ego Fadipe z Łukaszem Stankiem na galę MMA Attack 4, zaplanowaną na termin 24 września w Będzin Arenie. Walkę zwyciężył w drugiej rundzie, nokautując prawym sierpowym na szczękę faworyzowanego Stanka.
Sześć dni później na gali Cage Legacy 17 zdobył pas mistrzowski tej federacji w wadze średniej, technicznie nokautując w drugiej rundzie Johna Redmonda.
Jeszcze w tym samym roku związał się z najlepszą polską organizacją – Konfrontacją Sztuk Walki, dla której debiut odnotował 12 listopada podczas gali KSW 76 w Grodzisku Mazowieckim. Nigeryjski Herculeez zwyciężył z Albertem Odzimkowskim w drugiej rundzie, przez jego poddanie rzadką techniką w środowisku MMA, zwaną peruwiańskim krawatem. Dwa dni później polska promocja nagrodziła Fadipe bonusem finansowym za najlepsze poddanie wieczoru tamtej gali.
22 kwietnia 2023 na gali XTB KSW 81: Bartosiński vs. Szczepaniak w Tomaszowie Mazowieckim zmierzył się z Marcinem Krakowiakiem. Przegrał jednogłośną decyzją sędziowską na punkty (29-28, 30-27, 29-28).
Podczas gali KSW 84: De Fries vs. Bajor, która odbyła się 15 lipca 2023 w hali Gdynia Arena stoczył walkę z Krystianem Kaszubowskim. Po trzech rundach walki skupionej w stójce wygrał przez niejednogłośną decyzję sędziów (29-28, 28-29, 29-28). Było to jego pierwsze zwycięstwo na punkty.
Nieoczekiwanie w następnej walce, którą stoczył 16 września 2023 na KSW 86: Wikłacz vs. Przybysz 4 we Wrocławiu zmierzył się z byłym pretendentem do pasa KSW w wadze półśredniej, Arturem Szczepaniakiem. Pierwotnie na tym wydarzeniu Szczepaniak miał zmierzyć się z Igorem Michaliszynem, jednak ten musiał wycofać się z tego starcia z powodu kontuzji, a jego miejsce zajął Fadipe. Nigeryjczyk przegrał przez nokaut w drugiej rundzie, po tym jak w wymianie uderzeń otrzymał od rywala potężny cios krzyżowy wyprowadzony z prawej ręki Szczepaniaka.
W piątej walce dla KSW zawalczył po raz pierwszy w Czechach. Jego rywalem na lutowej gali KSW 91: Mircea vs. Brichta w Libercu był debiutujący w federacji Czech, Matúš Juráček. Przegrał przez techniczny nokaut w pierwszej rundzie.
Rok później podczas gali XTB KSW 103: Brichta vs. Charzewski w tym samym mieście wszedł na zastępstwo za kontuzjowanego Kacpra Karskiego do walki ze Stevenem Krt. Fadipe powrócił na zwycięskie tory, pokonując rywala jednogłośną decyzją sędziów na pełnym dystansie.

## Walki w innych formułach
4 grudniu 2023 w Żukowie podczas gali Fantom Bull Fight 2 zadebiutował w formule bokserskiej, gdzie uległ Dawidowi Borzęckiemu niejednogłośnie na punkty (29-28, 28-29, 29-28). 
Jeszcze w grudniu tego samego roku w Rudzie Śląskiej miał stoczyć pojedynek kick-bokserski z zasadami K-1, przeciwko zawodnikowi wagi ciężkiej Mateuszowi Kowalskiemu. Ostatecznie do tego starcia nie doszło przez niespodziewanie opuszczenie hali Kowalskiego w trakcie trwającej gali The Warriors MMA 2.

## Osiągnięcia

### Mieszane sztuki walki
- Cage Gods
  - 2012: Mistrz CageGods w wadze średniej[32]
- Extreme Fighting Championship
  - 2014: Mistrz EFC(inne języki) w wadze półśredniej[3].
- Cage Legacy
  - 2022: Mistrz Cage Legacy w wadze półśredniej[14].
- Konfrontacja Sztuk Walki
  - 2022: Autor pierwszego poddania peruwiańskim krawatem w historii KSW[5].
  - Bonus za poddanie wieczoru vs. Albert Odzimkowski

## Lista zawodowych walk w MMA
| Wynik     | Bilans  | Przeciwnik (bilans przed walką) | Rozstrzygnięcie                            | Runda | Czas | Rozgrywki                               | Data       | Miejsce             | Uwagi                                                           |
| --------- | ------- | ------------------------------- | ------------------------------------------ | ----- | ---- | --------------------------------------- | ---------- | ------------------- | --------------------------------------------------------------- |
| Wygrana   | 15-12-1 | Steven Krt (6-2)                | Decyzja (jednogłośna)                      | 3     | 5:00 | XTB KSW 103: Brichta vs. Charzewski     | 21.02.2025 | Liberec             | Walka w umownym limicie -79 kg.                                 |
| Przegrana | 14-12-1 | Matúš Juráček (10-3)            | TKO (ciosy pięściami)                      | 1     | 4:00 | KSW 91: Mircea vs. Brichta              | 17.02.2024 | Liberec             |                                                                 |
| Przegrana | 14-11-1 | Artur Szczepaniak (9-2)         | KO (prawy krzyżowy)                        | 2     | 4:00 | KSW 86: Wikłacz vs. Przybysz 4          | 16.09.2023 | Wrocław             | Walka w umownym limicie -81 kg.                                 |
| Wygrana   | 14-10-1 | Krystian Kaszubowski (10-3)     | Decyzja (niejednogłośna)                   | 3     | 5:00 | KSW 84: De Fries vs. Bajor              | 15.07.2023 | Gdynia              |                                                                 |
| Przegrana | 13-10-1 | Marcin Krakowiak (11-4)         | Decyzja (jednogłośna)                      | 3     | 5:00 | XTB KSW 81: Bartosiński vs. Szczepaniak | 22.04.2023 | Tomaszów Mazowiecki |                                                                 |
| Wygrana   | 13-9-1  | Albert Odzimkowski (12-6)       | Poddanie (peruwiański krawat)              | 2     | 0:39 | KSW 76: Parnasse vs. Rajewski           | 12.11.2022 | Grodzisk Mazowiecki | Bonus za poddanie wieczoru.                                     |
| Wygrana   | 12-9-1  | John Redmond (7-17)             | TKO (ciosy pięściami w parterze)           | 2     | 1:39 | Cage Legacy 17                          | 30.09.2022 | Dublin              | Zdobył pas mistrzowski Cage Legacy w wadze średniej. Main Event |
| Wygrana   | 11-9-1  | Łukasz Stanek (9-7)             | TKO (prawy sierpowy)                       | 2     | 0:34 | MMA Attack 4: Reaktywacja               | 24.09.2022 | Będzin              |                                                                 |
| Wygrana   | 10-9-1  | Ali Maclean (15-8-1)            | KO (prawy podbródkowy)                     | 2     | 1:11 | Clan Wars 41                            | 08.08.2021 | Belfast             | Powrót do wagi średniej. Main Event                             |
| Przegrana | 9-9-1   | Ion Pascu (15-7)                | KO (cios młotkowy w parterze)              | 1     | 4:16 | BAMMA 30: Philpott vs. Walsh            | 07.07.2017 | Dublin              |                                                                 |
| Wygrana   | 9-8-1   | Bruno Mukulu (4-5-1)            | Dyskwalifikacja (unikanie walki)           | 3     | 3:37 | EFC Worldwide 54                        | 15.10.2016 | Sun City            |                                                                 |
| Przegrana | 8-8-1   | Adam Speechly (6-4)             | Decyzja (jednogłośna)                      | 5     | 5:00 | EFC Africa 32                           | 07.08.2014 | Brakpan             | Stracił pas mistrzowski EFC w wadze półśredniej. ' Main Event   |
| Wygrana   | 8-7-1   | Dino Bagattin (10-3)            | KO (ciosy pięściami)                       | 1     | 3:09 | EFC Africa 29                           | 01.05.2014 | Brakpan             | Zdobył pas mistrzowski EFC w wadze półśredniej. Main Event      |
| Wygrana   | 7-7-1   | Michiel Opperman (9-8)          | KO (łokieć)                                | 3     | 1:14 | EFC Africa 26                           | 12.12.2013 | Brakpan             | Co-Main Event                                                   |
| Wygrana   | 6-7-1   | Martin van Staden (13-6)        | Poddanie (dźwignia prosta na staw skokowy) | 1     | 2:18 | EFC Africa 23                           | 12.09.2013 | Brakpan             | Przejście do wagi półśredniej                                   |
| Przegrana | 5-7-1   | Danny Roberts (8-1)             | Poddanie (duszenie zza pleców)             | 3     | 3:34 | Cage Warriors 57                        | 20.07.2013 | Liverpool           | Walka w umownym limicie -81,6 kg. Co-Main Event                 |
| Remis     | 5-6-1   | Tumelo Maphutha (3-4)           | Remis (niejednogłośny)                     | 3     | 5:00 | EFC Africa 19                           | 19.04.2013 | Brakpan             |                                                                 |
| Przegrana | 5-6     | Fabio Ferrari (4-1)             | TKO (ciosy pięściami)                      | 3     | 3:03 | Cage Gods 2 - Fadipe vs. Ferrari        | 09.03.2013 | Waterford           | Main Event                                                      |
| Wygrana   | 5-5     | Charlie Watts (3-0)             | TKO (ciosy pięściami)                      | 1     | 1:09 | Cage Warriors 51                        | 31.12.2012 | Dublin              |                                                                 |
| Wygrana   | 4-5     | Kevin Del (1-1-1)               | TKO (ciosy pięściami)                      | 1     | ?    | Clan Wars 12                            | 11.08.2012 | Belfast             |                                                                 |
| Wygrana   | 3-5     | John Redmond (3-5)              | Poddanie (duszenie zza pleców)             | 1     | 3:53 | Cage Gods 1                             | 03.06.2012 | Wexford             | Zdobył pas mistrzowski CageGods w wadze średniej. Main Event    |
| Przegrana | 2-5     | Ronan McKay (7-11)              | TKO (niezdolność do kontynuowania walki)   | 2     | 5:00 | Man of War 4                            | 05.05.2012 | Dublin              | Main Event                                                      |
| Przegrana | 2-4     | Conor Cooke (1-0)               | KO (cios pięścią)                          | 1     | ?    | Spartan Fighting Championship           | 12.11.2011 | Antrim              | Main Event                                                      |
| Przegrana | 2-3     | John Michael Sheil (4-0)        | TKO (ciosy pięściami)                      | 1     | 1:43 | MoWFC 2 - Shiel vs. Fadipe              | 22.10.2011 | Dublin              | Main Event                                                      |
| Wygrana   | 2-2     | John Redmond (3-3)              | KO (cios pięścią)                          | 1     | ?    | Rumble in Rush 6                        | 10.09.2011 | Rush                | Main Event                                                      |
| Przegrana | 1-2     | Dwayne Hinds (4-0)              | Poddanie (duszenie zza pleców)             | 1     | ?    | Clan Wars                               | 28.05.2011 | Antrim              |                                                                 |
| Przegrana | 1-1     | Ryan Kelly (4-3)                | TKO (łokcie)                               | 1     | 4:59 | Battlezone Fighting Championships 2     | 05.03.2011 | Dublin              | Co-Main Event                                                   |
| Wygrana   | 1-0     | Dominik Oryszcak (0-0)          | TKO (ciosy pięściami)                      | 1     | 3:59 | Battlezone Fighting Championships 1     | 28.11.2010 | Dublin              | Debiut w wadze średniej.                                        |

## Lista walk w boksie
| Wynik     | Bilans | Przeciwnik     | Rozstrzygnięcie          | Runda | Czas | Rozgrywki           | Data       | Miejsce | Uwagi                          |
| --------- | ------ | -------------- | ------------------------ | ----- | ---- | ------------------- | ---------- | ------- | ------------------------------ |
| Przegrana | 0-1    | Dawid Borzęcki | Decyzja (niejednogłośna) | 3     | 3:00 | Fantom Bull Fight 2 | 04.11.2023 | Żukowo  | Limit umowny 84 kg. Main Event |